# Агафонов, Максим Андреевич
Максим Андреевич Агафонов (род. 6 июня 1983, Ленинград) — российский футболист, полузащитник, игрок в пляжный футбол.

## Биография
Начал заниматься футболом в семь лет в СДЮСШОР «Зенит», первый тренер Константин Юрьевич Смирнов, затем обучался в футбольной школе «Спорт» на Васильевском острове. Всю футбольную карьеру провёл в любительских командах. Играл за клубы «Дружба» Красное Село (2003—2006), «Север» Мурманск (2006—2007), «Руан» СПб (2007), «Торпедо-Питер» СПб (2008). С момента основания и до 2019 года играл за клуб «Тревис и ВВК» СПб (с 2014 — «Звезда»).
С 2010 года — также игрок в пляжный футбол. На различных турнирах играл за петербургские клубы «Apollo» (2010—2011, 2014/15), «Кристалл» (2011—2013, 2017), ШФМ «Невский Фронт» (2011), «Подводник» (2013—2016), «Медицинский факультет» (2013), «LEX» (2014), «Студия 239» (2015), «Петроградец» (2015), «АЖИО» (2016), «Alliance 2» (2017), «Северная столица» (2018—1019), «Восхождение» (2019). В чемпионате России играл за «Кристалл» (2012), «Подводник» (2013—2014).
Игрок мини-футбольной команды «Фруктовый мир».